# Nice baie des Anges
Pour les articles homonymes, voir Nice (homonymie) et La Baie des Anges (homonymie).
 (mars 2024).
Clip vidéo
[vidéo] « Dick Rivers - Nice baie des Anges », sur YouTube
Nice baie des Anges est une chanson française pop rock de Dick Rivers,, single extrait de son album Nice Baie Des Anges de 1984, un des tubes de sa carrière.

## Histoire
Cette chanson est composée par Michel Héron, avec des paroles de Didier Barbelivien, sur le thème des souvenirs nostalgiques de jeunesse de « blouson noir rock 'n' roll des sixties » de Dick Rivers, qui est né et à passé sa jeunesse à Nice au bord de la baie des Anges, avant de devenir une star du rock français yéyé des années 1960, dès l'âge de 16 ans, avec son groupe Les Chats sauvages et leurs premiers tubes tels que Twist à Saint-Tropez, ou Est-ce que tu le sais ?... « Quand j'avais 18 ans, j'étais un blouson noir imparfait, un loubard comme t'en rêvais, et c'était le bon temps... Si t'avais connu, la Miss Baie des Anges à moitié nue, les voitures de sport sur les avenues, tu regretterais tout ça... ». 

## Reprises
Dick Rivers reprend ce titre sur de nombreux albums et compilations solo de sa carrière.  